# Менес
Менес (на старогръцки: Μῖνα, Μήνης, на египетски: Mnj) е египетски фараон, управлявал около 3100 пр.н.е. Менес е името, с което той е наречен в книгата на Манетон, египетски историк от 3 век пр.н.е. През 5 век пр.н.е. гръцкият историк Херодот използва името Мин, а в египетски владетелски списъци от 13 век пр.н.е. той е наречен Мени.
Сведенията за фараона Менес са оскъдни, като някои историци поставят под съмнение съществуването му, като смятат, че Менес е друго наименование на някой от фараоните Нармер и Аха или дори на двамата. Традицията приписва на Менес основаването на I династия, обединяването на Горен Египет и Долен Египет и построяването на общата столица Мемфис.
Счита се, че Нармер и Менес са имена на едно и също лице